# Curbar
Curbar – wieś w Anglii, w hrabstwie Derbyshire, w dystrykcie Derbyshire Dales. Leży 40 km na północ od miasta Derby i 221 km na północny zachód od Londynu.